# Bulbophyllum coccinatum
Bulbophyllum coccinatum là một loài phong lan thuộc chi Bulbophyllum.